# Jozef Teodor Mousson
Jozef Teodor Mousson (Mousson Tivadar József; Hőgyész, 1887. december 15. – Trencsén, 1946. november 6.) szlovák impresszionista festő.
A magyar Hőgyész faluban született francia származású családban, 1911-ben költözött a szlovákiai Nagymihályba, ahol további 33 évet töltött. Emiatt gyakran „a zempléni nap és nép festőjeként” emlegetik.

## Élete
1887. december 15-én született Hőgyészen, amely ma Tolna vármegyében található. Fontos irataiban családnevét Moussong-ként írják, azaz egy g betűvel a végén. Édesapja tanárként dolgozott, édesanyja háziasszony volt. Állítólag őseik az elzászi vidékről érkeztek Magyarországra. 1905-ben érettségizett Baján.
1905 és 1909 között a budapesti Magyar Képzőművészeti Egyetemen tanult. 1910-ben feleségül vette Irena Grundovát, akivel egy balatoni tanulmányúton ismerkedett meg. Nem sokkal a házasságkötés után kapott egy ajánlatot, hogy Nagymihályban tanítson. 1911-ben költözött ide, ahol 1919-ig tanárként dolgozott. Ekkor kezdte hivatásos festői pályafutását. 1920-tól Kárpátalján élt.
1942-ben agyon belüli vérzést szenvedett, és az egész bal testrésze lebénult. 1946-ban rossz testi-lelki állapota miatt Pozsonyba, majd Trencsénbe költözött a fiához, ahol meghalt.

## Művészete
Mousson sajátossága a meleg színek, a fény alkalmazása volt. Híressé vált mindenekelőtt dél-zempléni motívumaival a városi piacokról és a Nagymihály környéki falvakról készült alkotásaival. Festészete az 1920-as évek végén és az 1930-as évek közepén érte el csúcspontját, a zempléni folklór gazdagságára támaszkodva.
1930–1933 között több egyéni kiállítása volt Osztraván, Pozsonyban, Eperjesen, Rózsahegyen.

## Művei (válogatás)

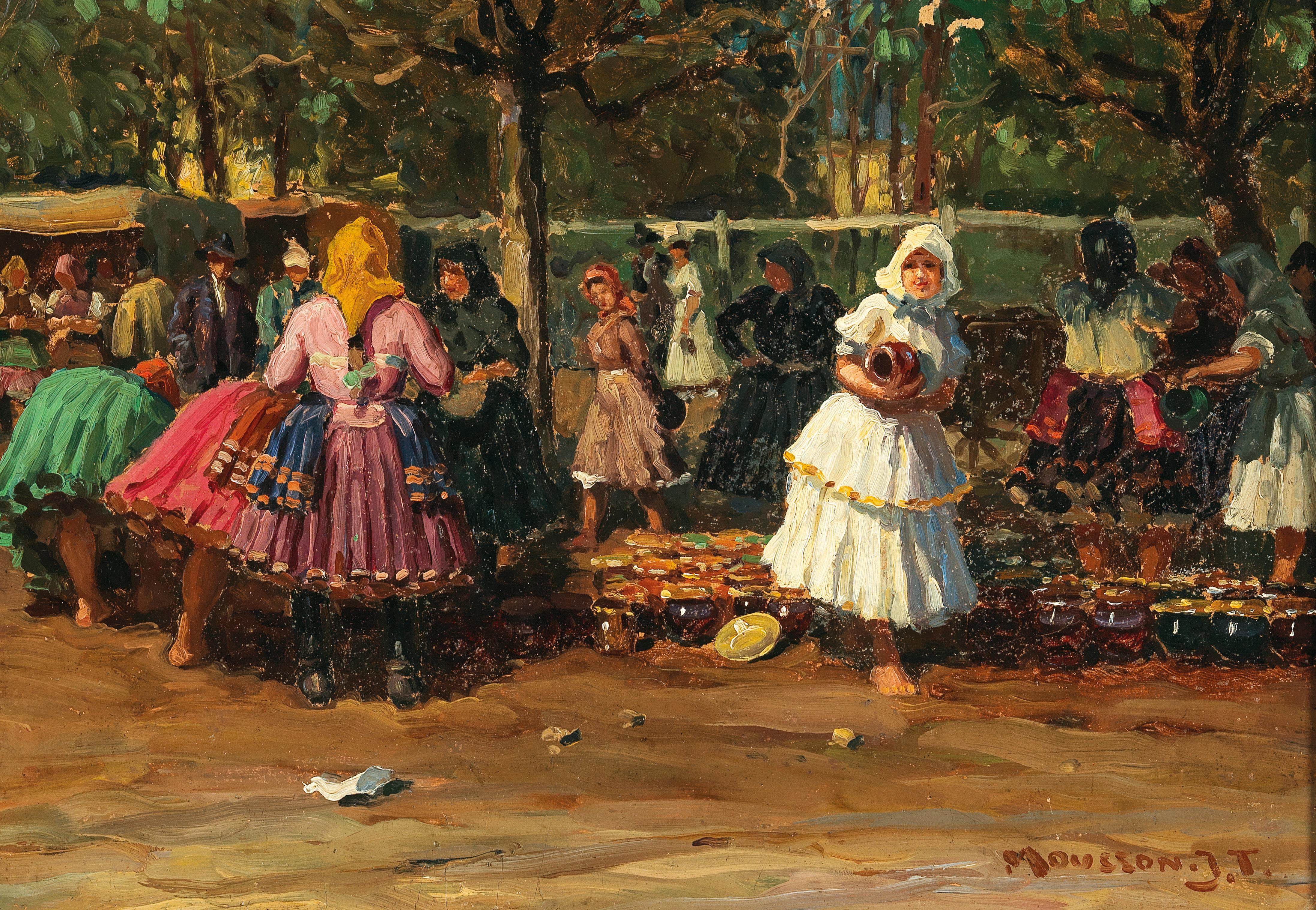
A fazekas piacon

- Egy férfi portréja
- Egy nő a munkahelyén I.
- Nő a munkahelyen II.
- Tanár
- Szunyókálás
- Moár Jakub portréja
- Kilátás az iskola udvarára
- A fazekas piacon
- Piac Nagymihályban I-II.
- Hajvágás
- Egy diák
- Egyetemi tanár
- Otthoni bemutató
- Álmodozó
- A Hrušovský templom bejárata
- A cseresznyéskertben
- Pipacsok az út mellett

## Emlékezete
- Nagymihályon is elneveztek Moussonról elnevezett elemi iskolát.
- 1956-ban Kassán, Eperjesen, Nagymihályon életmű-kiállításon mutatták be alkotásait.[2]
- 1967-ben a nagymihályi Zempléni Múzeumban állandó tárlatot kapott.[2]

## Képgaléria

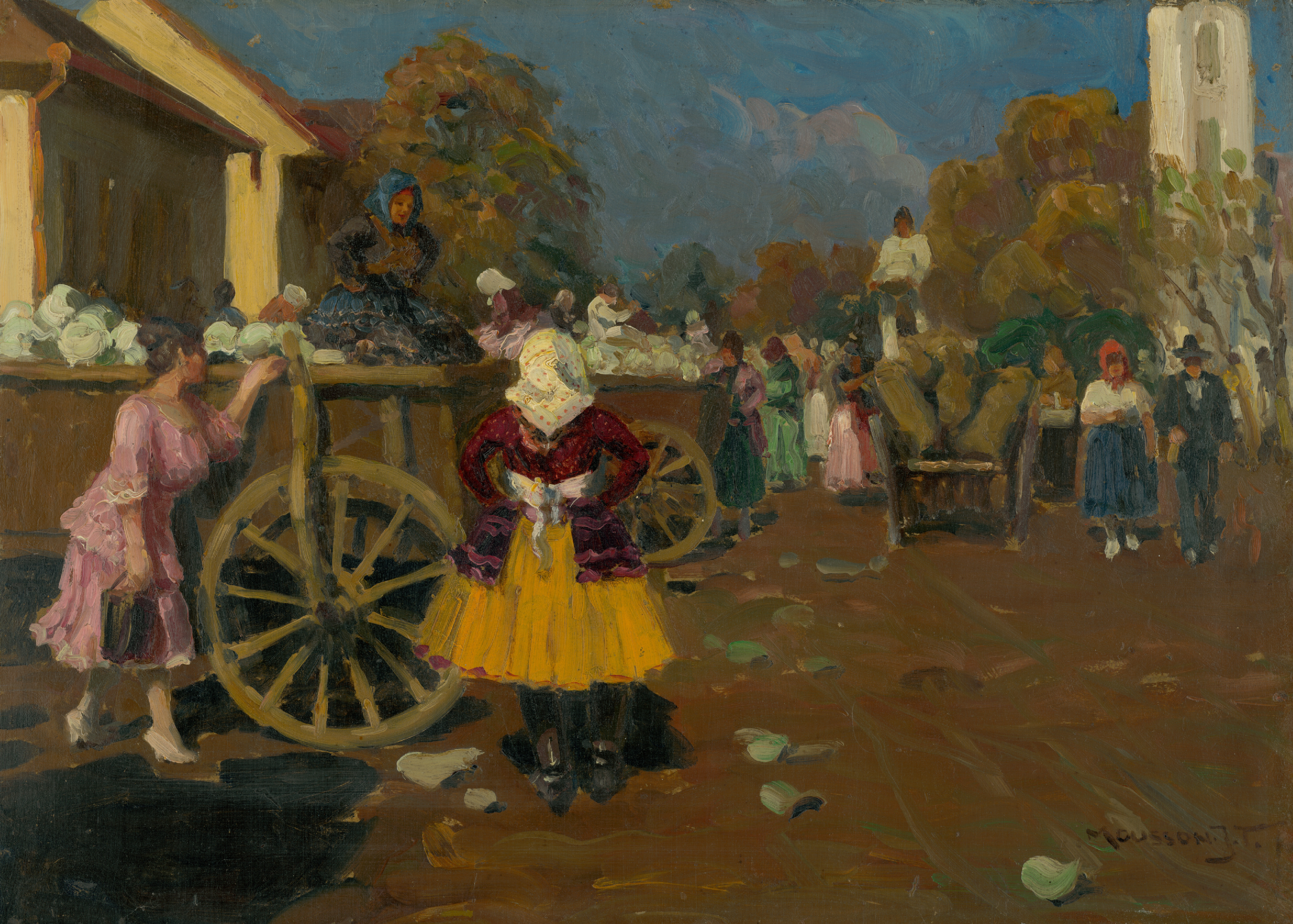
Piac Nagymihályban I.
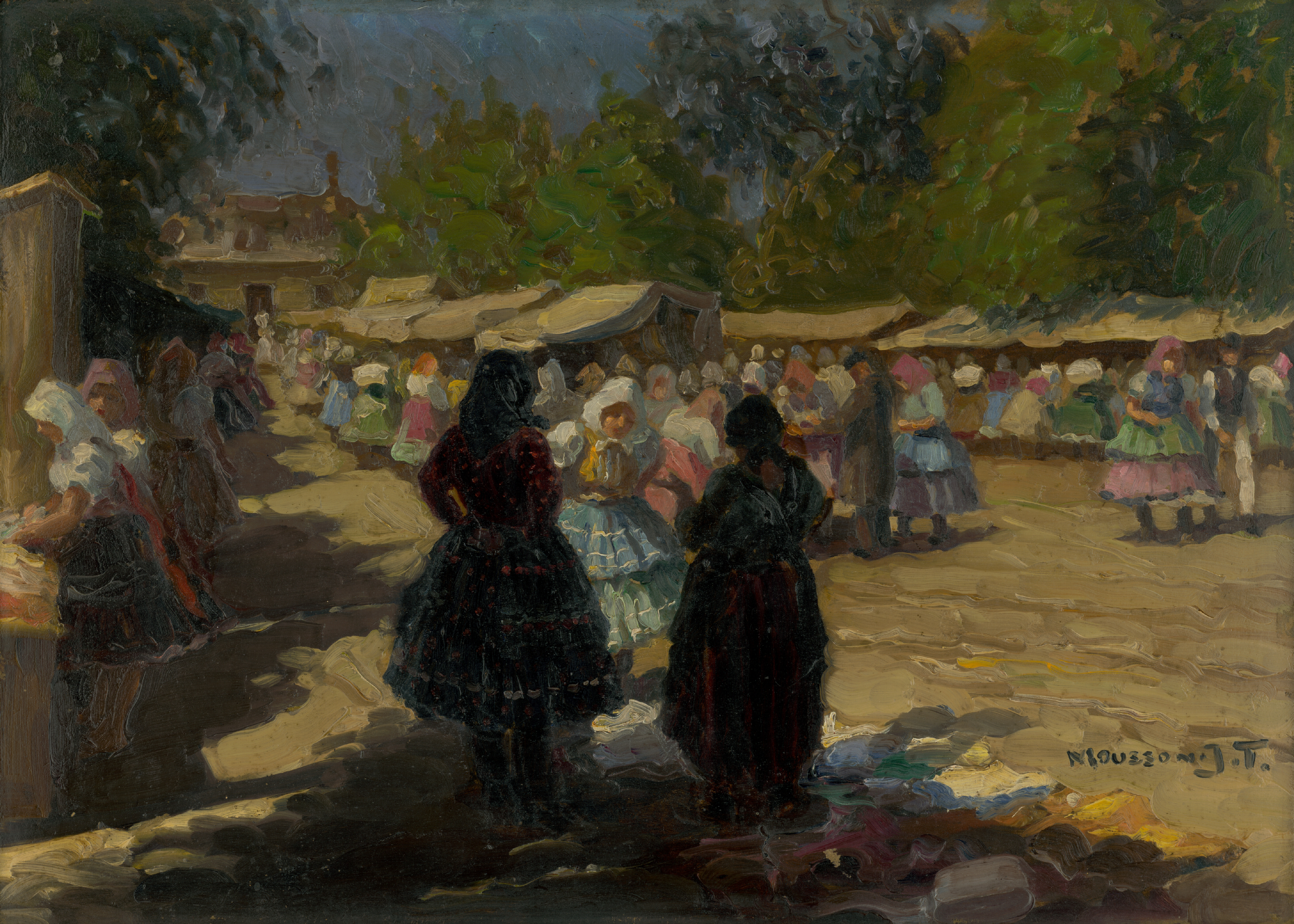
Piac Nagymihályban II.
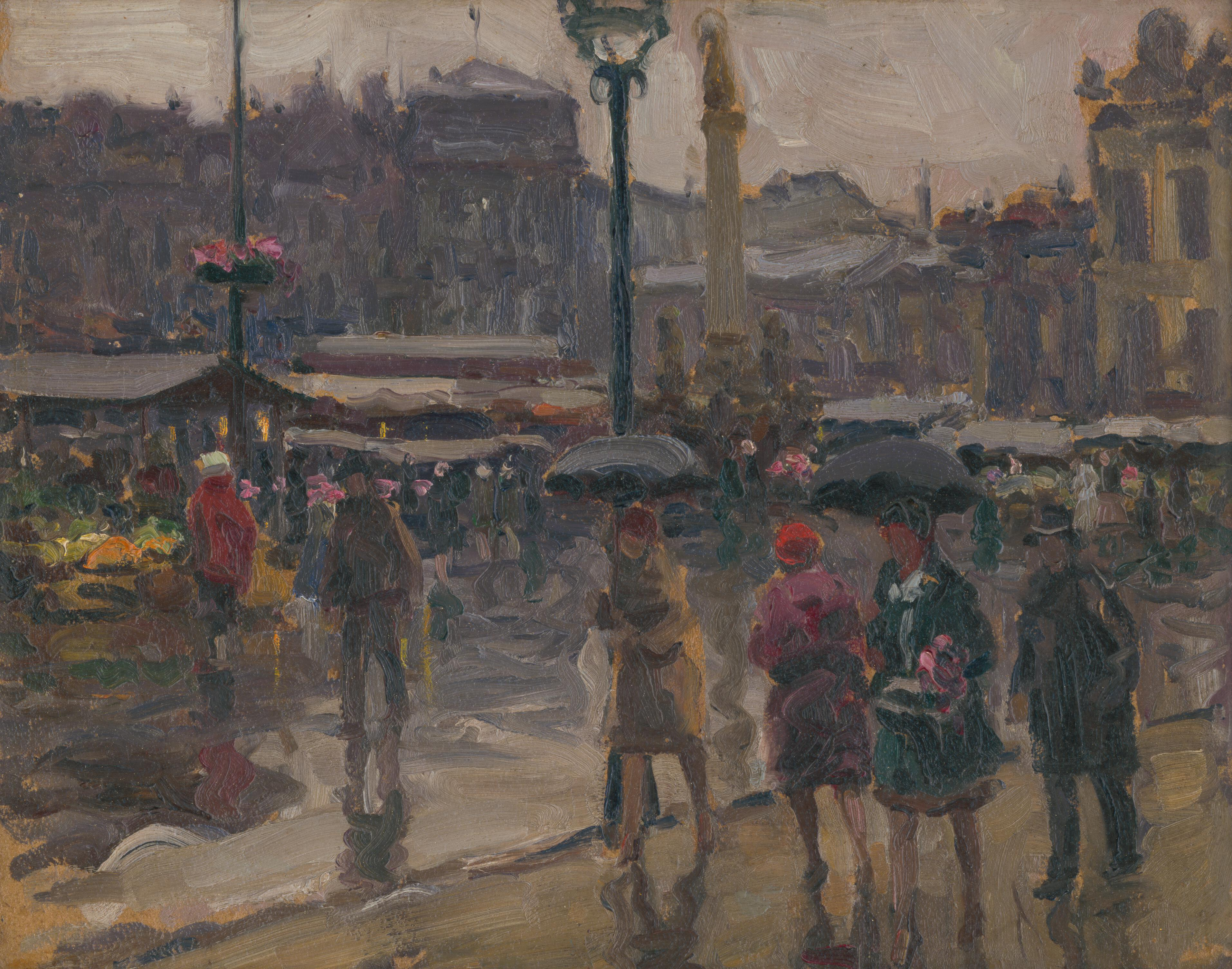
Szénpiac Ostraván
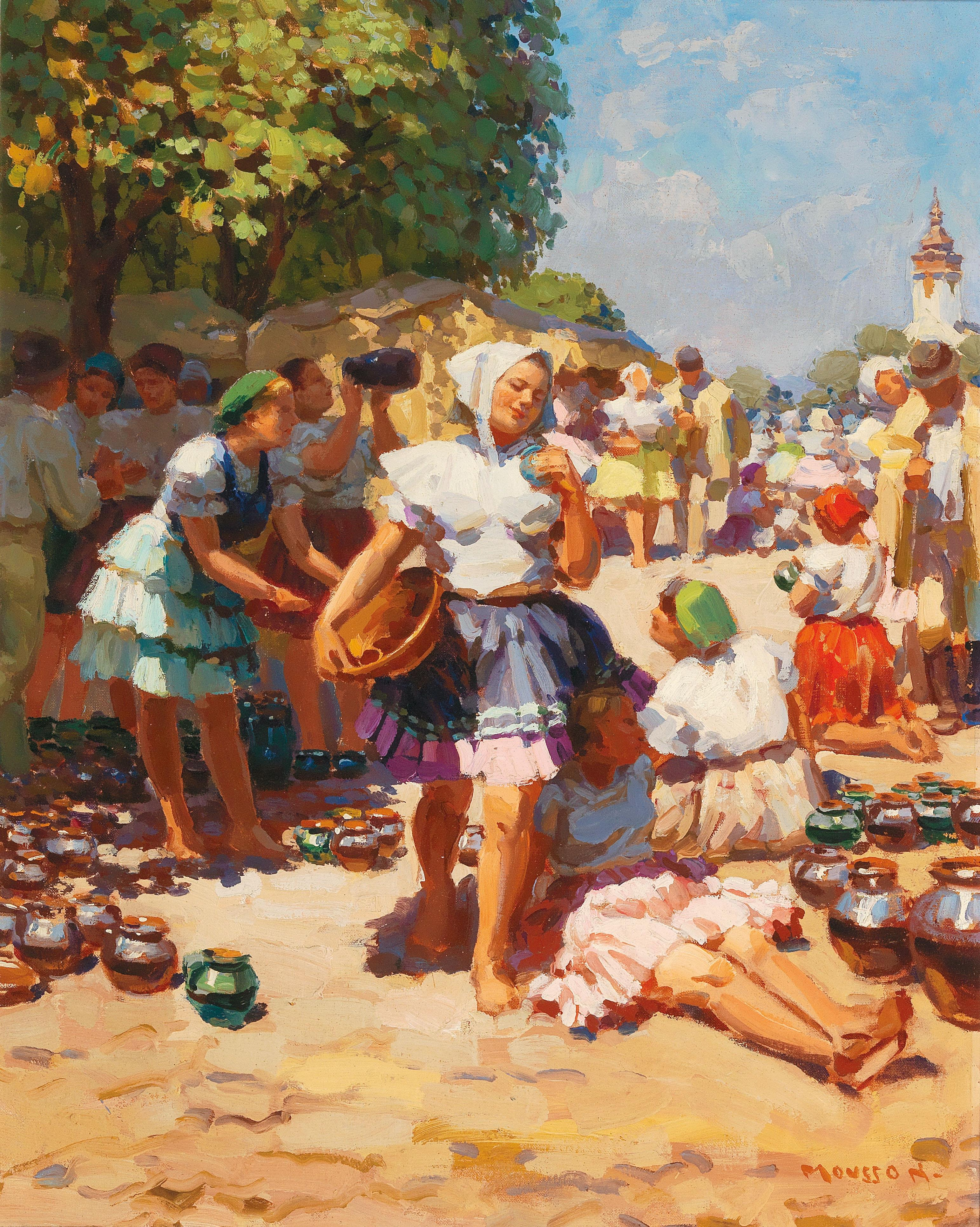
Fazekas piac

## Fordítás
- Ez a szócikk részben vagy egészben  a   Jozef Teodor Mousson című angol Wikipédia-szócikk ezen változatának fordításán alapul.  Az eredeti cikk szerkesztőit annak laptörténete sorolja fel. Ez a jelzés csupán a megfogalmazás eredetét és a szerzői jogokat jelzi, nem szolgál a cikkben szereplő információk forrásmegjelöléseként.

### Bibliográfia
- Lačná, Emília (2012). Jozef Teodor Mousson: personálna výberová bibliografia. Michalovce: Zemplínska knižnica Gorazda Zvonického Michalovce. ISBN 978-80-970517-1-6
- Vízdalová, Gabriela. (1977) Teodor Jozef Mousson v zbierkach Zemplínskeho múzea v Michalovciach. Východoslovenské vydavatel'stvo, Košice.